# Magnetické míchadlo

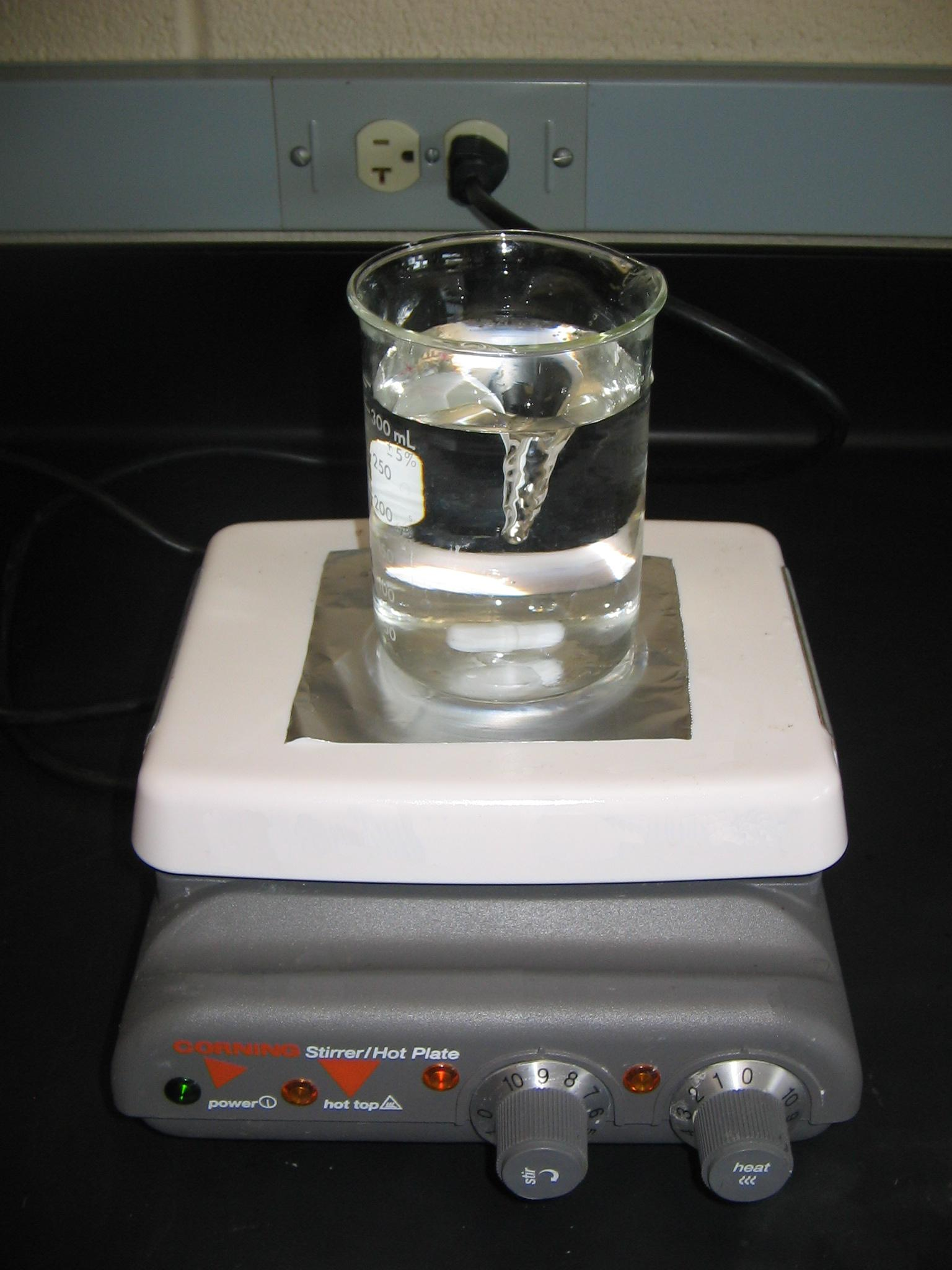
Magnetické míchadlo s ohřevem (oboje se stupnicí 0–10)

Magnetické míchadlo je elektrický laboratorní přístroj pro bezkontaktní míchání kapalin a roztoků (obvykle do max. 5 l) pomocí rotujícího magnetického pole, které točí magnetickým míchátkem. Rotující magnetické pole je vytvářeno buď rotujícím magnetem, nebo soustavou statických elektromagnetů. Pro větší objemy nebo kapaliny s vysokou viskozitou je třeba použít mechanické způsoby míchání.
Základní verze míchadla pouze míchá, pokročilé umožňují ohřev, měření teploty, časovač, přepínání směru rotace, jsou vícemístná a pod. Může být ingergováno do jiných přístrojů, např. do topného hnízda. Orientační parametry míchadla:
- Otáčky: 0 – cca 2500 / min
- Příkon: v řádu jednotek až desítek W, s ohřevem pak stovky W.

## Míchátko

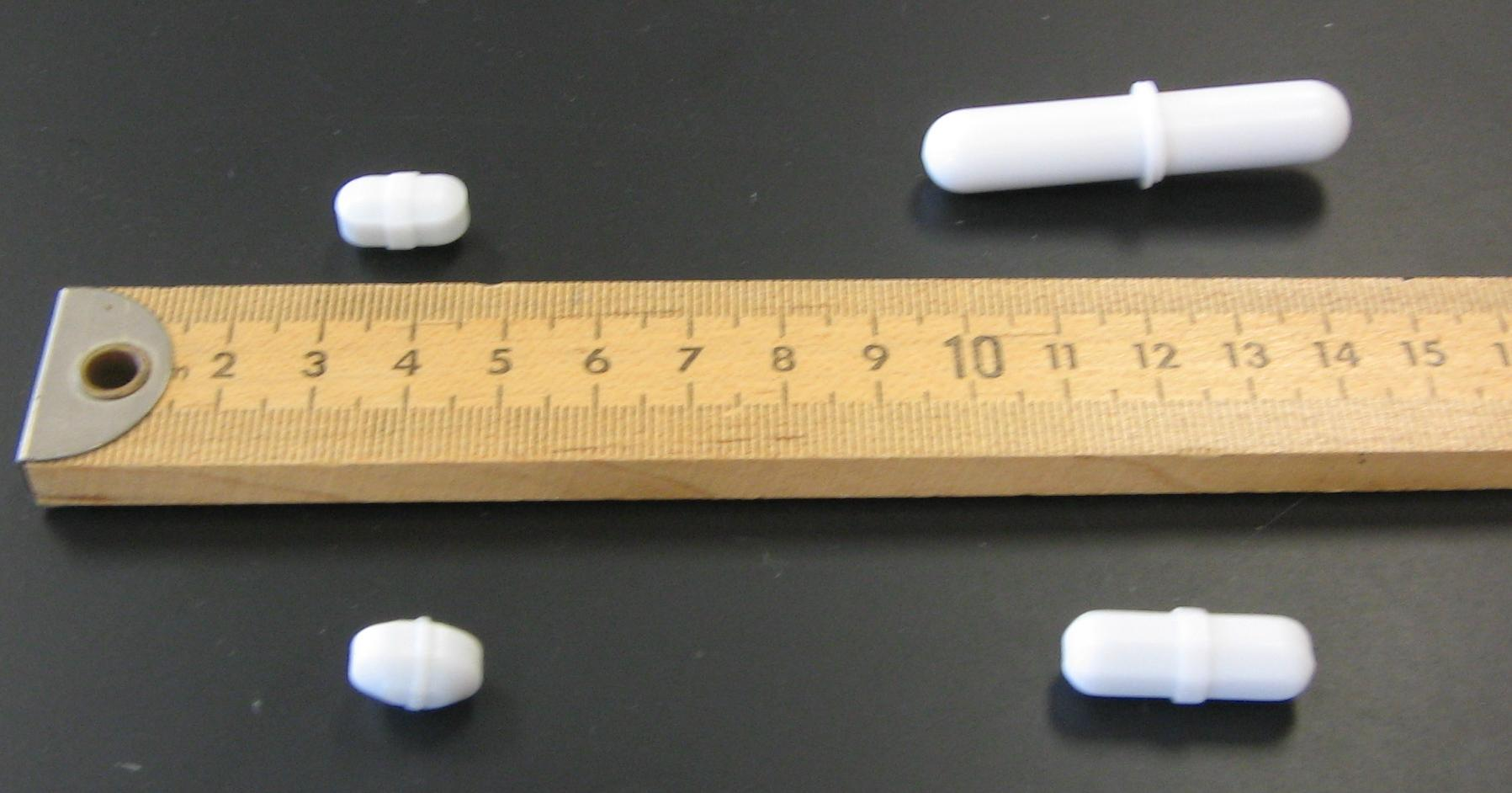
Magnetická míchátka – ukázka tvarů. Po směru hodinových ručiček: oválné; tyčinka s kruhovým průřezem; tyčinka s osmiúhelníkovým či /polygonálním průřezem; oválné. Všechna zobrazená míchátka jsou opatřena lemem.

Míchátko (též včelka, míchadélko, magnetická tyčinka) je magnetické (permanentní magnet) nebo feromagnetické (železo), podlouhlého tvaru, s obvodovým lemem nebo bez něj. Nejčastěji jde o tyčinku kruhového, osmiúhelníkového nebo trojúhelníkového průřezu, dále jsou míchátka kónická (válec ve středu mírně rozšířený) a oválná (konce přechází do zaoblené hrany). Existují i velmi atypické tvary např. ve tvaru plochého kříže. Míchátko je potaženo ochrannou vrstvou - téměř vždy se jedná o teflon (PTFE) z důvodu jeho odolnosti vůči chemikáliím. Zapouzdření borosilikátovým sklem je pouze pro aplikace, kdy dochází k rozkladu teflonu. Délka míchátka je do cca 80 mm, průměr do cca 10 mm. Manipulaci usnadňuje vytahovač (tyčka s magnetem či feromagnetickým koncem), ztrátě zase magnetické sítko do odpadu.[zdroj?]